# 25. Tony-gála
A 25. Tony-gála az 1970/1971-es szezon legjobb Broadway színházi alakításait értékelte. A díjátadót 1971. március 28-án tartották a New York-i Palace Theatreben, a műsor házigazdái Lauren Bacall, Angela Lansbury, Anthony Quayle és Anthony Quinn voltak. A gálát az ABC televízióadó közvetítette élőben.

## Győztesek és jelöltek
A nyertesek félkövérrel jelölve.
| Legjobb színdarab | Legjobb musical |
| --- | --- |
| - Mesterdetektív – Anthony Shaffer - Otthon – David Storey - Emberbarát – Christopher Hampton - Paul Sills' Story Theatre – Paul Sills                                                                    | - Company - The Me Nobody Knows - The Rothschilds |
| Legjobb szövegkönyv musicalben | Legjobb eredeti zene |
| - George Furth – Company - Robert H. Livingston, Herb Schapiro – The Me Nobody Knows - Sherman Yellen – The Rothschilds                                                                                   | - Company – Stephen Sondheim (zene és dalszöveg) - The Rothschilds – Jerry Bock (zene), Sheldon Harnick (dalszöveg) - The Me Nobody Knows – Gary William Friedman (zene), Will Holt (dalszöveg)                     |
| Legjobb férfi főszereplő színdarabban | Legjobb női főszereplő színdarabban |
| - Brian Bedford – Nők iskolája (Arnolphe) - John Gielgud – Otthon (Harry) - Alec McCowen – Emberbarát (Philip) - Ralph Richardson – Otthon (Jack)                                                         | - Maureen Stapleton – The Gingerbread Lady (Evy Meara) - Estelle Parsons – And Miss Reardon Drinks A Little (Catherine Reardon) - Diana Rigg – Abelard és Heloise (Heloise) - Marian Seldes – Father's Day (Marian) |
| Legjobb férfi főszereplő musicalben | Legjobb női főszereplő musicalben |
| - Hal Linden – The Rothschilds (Mayer Rothschild) - David Burns – Lovely Ladies, Kind Gentlemen (Wainwright Purdy III) - Larry Kert – Company (Bobby) - Bobby Van – Mersz-e Mary? (Billy Early)           | - Helen Gallagher – Mersz-e Mary? (Lucille Early) - Susan Browning – Company (April) - Sandy Duncan – The Boy Friend (Maisie) - Elaine Stritch – Company (Joanne)                                                   |
| Legjobb férfi mellékszereplő színdarabban | Legjobb női mellékszereplő színdarabban |
| - Paul Sand – Paul Sills' Story Theatre (További szereplők) - Ronald Radd – Abelard és Heloise (Gilies de Vannes) - Donald Pickering – Neveletlenek (Rupert Harper) - Ed Zimmermann – Emberbarát (Donald) | - Rae Allen – And Miss Reardon Drinks A Little (Fleur Stein) - Lili Darvas – Les Blancs (Madame Neilsen) - Joan Van Ark – Nők iskolája (Agnes) - Mona Washbourne – Otthon (Kathleen)                                |
| Legjobb férfi mellékszereplő musicalben | Legjobb női mellékszereplő musicalben |
| - Keene Curtis – The Rothschilds (További szereplők) - Charles Kimbrough – Company (Harry) - Walter Willison – Two by Two (Japheth)                                                                       | - Patsy Kelly – Mersz-e Mary? (Pauline) - Barbara Barrie – Company (Sarah) - Pamela Myers – Company (Marta) |
| Legjobb színdarabrendező | Legjobb musicalrendező |
| - Peter Brook – Szentivánéji álom - Lindsay Anderson – Otthon - Stephen Porter – Nők iskolája - Clifford Williams – Mesterdetektív                                                                        | - Harold Prince – Company - Michael Kidd – The Rothschilds - Robert H. Livingston – The Me Nobody Knows - Burt Shevelove – Mersz-e Mary?                                                                            |
| Legjobb koreográfia | Legjobb díszlettervezés |
| - Donald Saddler – Mersz-e Mary? - Michael Bennett – Company - Michael Kidd – The Rothschilds | - Boris Aronson – Company - John Bury – The Rothschilds - Sally Jacobs – Szentivánéji álom - Jo Mielziner – Father's Day                                                                                            |
| Legjobb jelmeztervezés | Legjobb látványtervezés |
| - Raoul Pene Du Bois – Mersz-e Mary? - Jane Greenwood – Szénaláz/Les Blancs - Freddy Wittop – Lovely Ladies, Kind Gentlemen                                                                               | - R.H. Poindexter – Paul Sills' Story Theatre - Robert Ornbo – Company - William Ritman – Mesterdetektív |

### Különdíjak
- Elliot Norton
- Ingram Ash
- Playbill
- Roger L. Stevens

## Előadott számok
- Szivárványvölgy ("When I'm Not Near the Girl I Love" - David Wayne)
- High Button Shoes ("Papa, Wont You Dance with Me?" - Nanette Fabray)
- Csókolj meg, Katám! ("Where is the Life That Late I Led?" - Alfred Drake)
- South Pacific ("There Is Nothing Like a Dame" - Ray Walston)
- Guys and Dolls ("Adelaide's Lament" - Vivian Blaine)
- The King and I ("Shall We Dance?" - Patricia Morrison, Yul Brynner)
- A csodák városa ("It's Love" - Edie Adams)
- Kismet ("The Olive Tree" - Alfred Drake)
- Kánkán
- The Pajama Game ("Hey There" - John Raitt)
- Damn Yankees ("Whatever Lola Wants" - Gwen Verdon)
- My Fair Lady ("Get Me to the Church on Time" - Stanley Holloway)
- The Music Man ("Ya Got Trouble" - Robert Preston)
- Redhead
- Fiorello! ("The Name's La Guardia" - Tom Bosley)
- A muzsika hangja ("The Sound of Music" - Florence Henderson)
- Bye Bye Birdie ("Kids" - Paul Lynde)
- How to Succeed in Business Without Really Trying ("I Believe in You" - Robert Morse)
- Hallottátok, mi esett meg útban a Fórum felé?! ("Comedy Tonight" - Zero Mostel)
- Hello, Dolly! ("Before the Parade Passes By" - Carol Channing)
- Hegedűs a háztetőn ("If I Were A Rich Man" - Zero Mostel)
- Mame néni ("Open A New Window" - Angela Lansbury)
- La Mancha lovagja ("The Impossible Dream (The Quest)" - Richard Kiley)
- Kabaré ("Cabaret" - Jill Haworth)
- Hallelujah, Baby! ("Now's the Time") - Leslie Uggams)
- 1776 ("Yours, Yours, Yours" - William Daniels, Virginia Vestoff)
- Taps

## Műsorvezetők
A gálán az alábbi műsorvezetők működtek közre:
- Dick Cavett
- Carol Channing
- Ruby Keeler
- Edie Adams
- Lauren Bacall
- Vivian Blaine
- Tom Bosley
- Yul Brynner
- Carol Channing
- William Daniels
- Alfred Drake
- Nanette Fabray
- Jill Haworth
- Florence Henderson
- Stanley Holloway
- Richard Kiley
- Angela Lansbury
- Paul Lynde
- Patricia Morison
- Robert Morse
- Zero Mostel
- Robert Preston
- John Raitt
- Leslie Uggams
- Gwen Verdon
- Virginia Vestoff
- Ray Walston
- David Wayne

## Fordítás
- Ez a szócikk részben vagy egészben  a(z)   25th Tony Awards című angol Wikipédia-szócikk fordításán alapul.  Az eredeti cikk szerkesztőit annak laptörténete sorolja fel. Ez a jelzés csupán a megfogalmazás eredetét és a szerzői jogokat jelzi, nem szolgál a cikkben szereplő információk forrásmegjelöléseként.